# 식스 플래그스 매직 마운틴

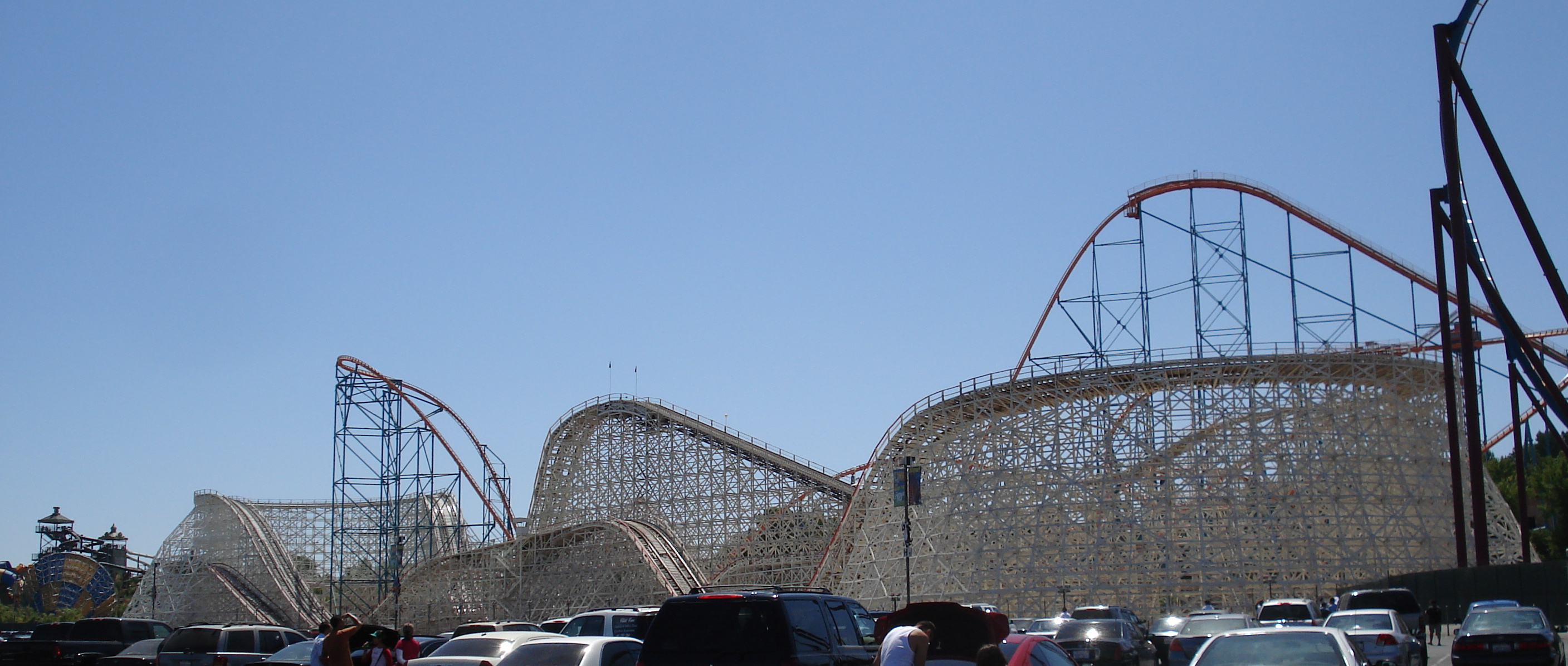

식스 플래그스 매직 마운틴(Six Flags Magic Mountain)은 미국 캘리포니아주 산타클라리타에 소재한 식스 플래그스 소유의 놀이공원이다. 이 놀이공원은 1971년 5월 30일에 개장하였으며, 현재 18개의 롤러코스터를 비롯한 총 44개 놀이기구가 있다.

## 기타
- PC 게임 롤러코스터 타이쿤 2에 이 공원을 토대로 한 시나리오가 포함되어있다.